# N370 (België)
De N370 is een gewestweg in België tussen Beernem en Lichtervelde (N32). De weg heeft een lengte van ongeveer 25 kilometer. In Lichtervelde loopt de weg na de kruising met de N32 nog een stukje door tot vlak voor de N35 waar paaltjes in de weg staan zodat fietsers nog wel verder kunnen maar auto's niet.
Vrijwel de gehele weg bestaat uit twee rijstroken voor beide rijrichtingen samen.

## Plaatsen langs N370
- Beernem
- Wildenburg
- Wingene
- Hille
- Zwevezele
- Lichtervelde

## Aftakkingen

### N370c
De N370c is een 600 meter lange verbinding van de N370 in Lichtervelde. De weg verloopt via de Potteriestraat, Hoogstraat/Kerkplein en de Marktstraat.

### N370d
De N370d is een 2,5 kilometer lange verbinding in de N370 bij Zwevezele. Voordat de N370 door Zwevezele ging de weg over de Heulstraat, Driekavenstraat en Blindestraat.

### N370z
De N370z is een 650 meter lange verbindingsweg in Zwevezele. De N370z is ingericht voor eenrichtingsverkeer en alleen te berijden vanuit Lichtervelde richting Hille. De N370 is ter hoogte van de N370z ook eenrichtingsverkeer alleen dan in tegenovergestelde richting. De N370z gaat via het Marktplein en de Tramstraat.